# Wimbledon 2022 (turniej legend w grze mieszanej)
Wimbledon 2022 – turniej legend w grze mieszanej – zawody mikstowe legend, rozgrywane w ramach trzeciego w sezonie wielkoszlemowego turnieju tenisowego, Wimbledonu. Zmagania miały miejsce w dniach 5–10 lipca na trawiastych kortach All England Lawn Tennis and Croquet Club w London Borough of Merton – dzielnicy brytyjskiego Londynu.

## Drabinka

#### Klucz
- w/o – walkower
- k – krecz
- d – dyskwalifikacja
- Q – kwalifikant
- WC – dzika karta
- LL – szczęśliwy przegrany
- Alt – zawodnik zastępczy
- PR – ochrona rankingu
- SE – specjalna przepustka
- ITF – ranking ITF
- JE – ranking juniorski

### Faza finałowa
|  |       |                               |    |   |  |
|  | Finał |                               |    |   |  |
|  |       |                               |    |   |  |
|  |       |                               |    |   |  |
|  |       |                               |    |   |  |
|  | A4    | Cara Black Todd Woodbridge    | 61 | 1 |  |
|  | A4    | Cara Black Todd Woodbridge    | 61 | 1 |  |
|  | B4    | Marion Bartoli Nenad Zimonjić | 7  | 6 |  |
|  | B4    | Marion Bartoli Nenad Zimonjić | 7  | 6 |  |
|  |       |                               |    |   |  |

### Faza początkowa

#### Grupa B
|    |                               | Pierce Ivanišević           | Keothavong Rusedski         | Majoli Woodforde             | Bartoli Zimonjić             | Mecze W–L | Sety W–L | Gemy W–L | Miejsce |
| B1 | Mary Pierce Goran Ivanišević  |                             | 6:7(6), 6:3, 10–6 (5 lipca) | 3:6, 6:7(5) (9 lipca)        | 4:6, 4:6 (7 lipca)           | 1–2       | 2–5      | 30–35    | 3.      |
| B2 | Anne Keothavong Greg Rusedski | 7:6(6), 3:6, 6–10 (5 lipca) |                             | 4:6, 6:7(7) (6 lipca)        | 3:6, 4:6 (8 lipca)           | 0–3       | 1–6      | 27–38    | 4.      |
| B3 | Iva Majoli Mark Woodforde     | 6:3, 7:6(5) (9 lipca)       | 6:4, 7:6(7) (6 lipca)       |                              | 2:6, 7:6(7), 10–12 (5 lipca) | 2–1       | 5–2      | 35–32    | 2.      |
| B4 | Marion Bartoli Nenad Zimonjić | 6:4, 6:4 (7 lipca)          | 6:3, 6:4 (8 lipca)          | 6:2, 6:7(7), 12–10 (5 lipca) |                              | 3–0       | 6–1      | 37–24    | 1.      |

## Pula nagród
| Runda                    | Pieniądze (£) |
| Zwycięzcy                | 31 000        |
| Finaliści                | 25 000        |
| Drugie miejsce w grupie  | 21 000        |
| Trzecie miejsce w grupie | 21 000        |
| Czwarte miejsce w grupie | 21 000        |